# Koływań (obwód nowosybirski)
Koływań (ros. Колывань) – miejscowość (osiedle typu miejskiego – ros. посёлок городского типа) w Rosji, na Syberii, na lewym brzegu rzeki Ob. Liczy 10 571 mieszkańców (2008) i stanowi ośrodek administracyjny rejonu koływańskiego w obwodzie nowosybirskim.

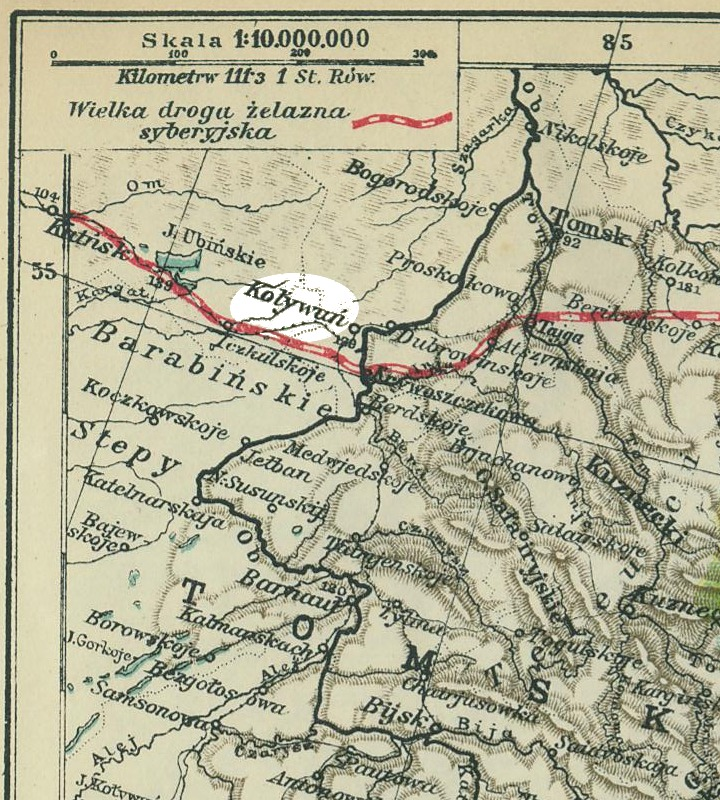
Koływań na mapie z 1903, widoczny przebieg kolei transsyberyjskiej oraz miejscowość Kriwoszczekowo

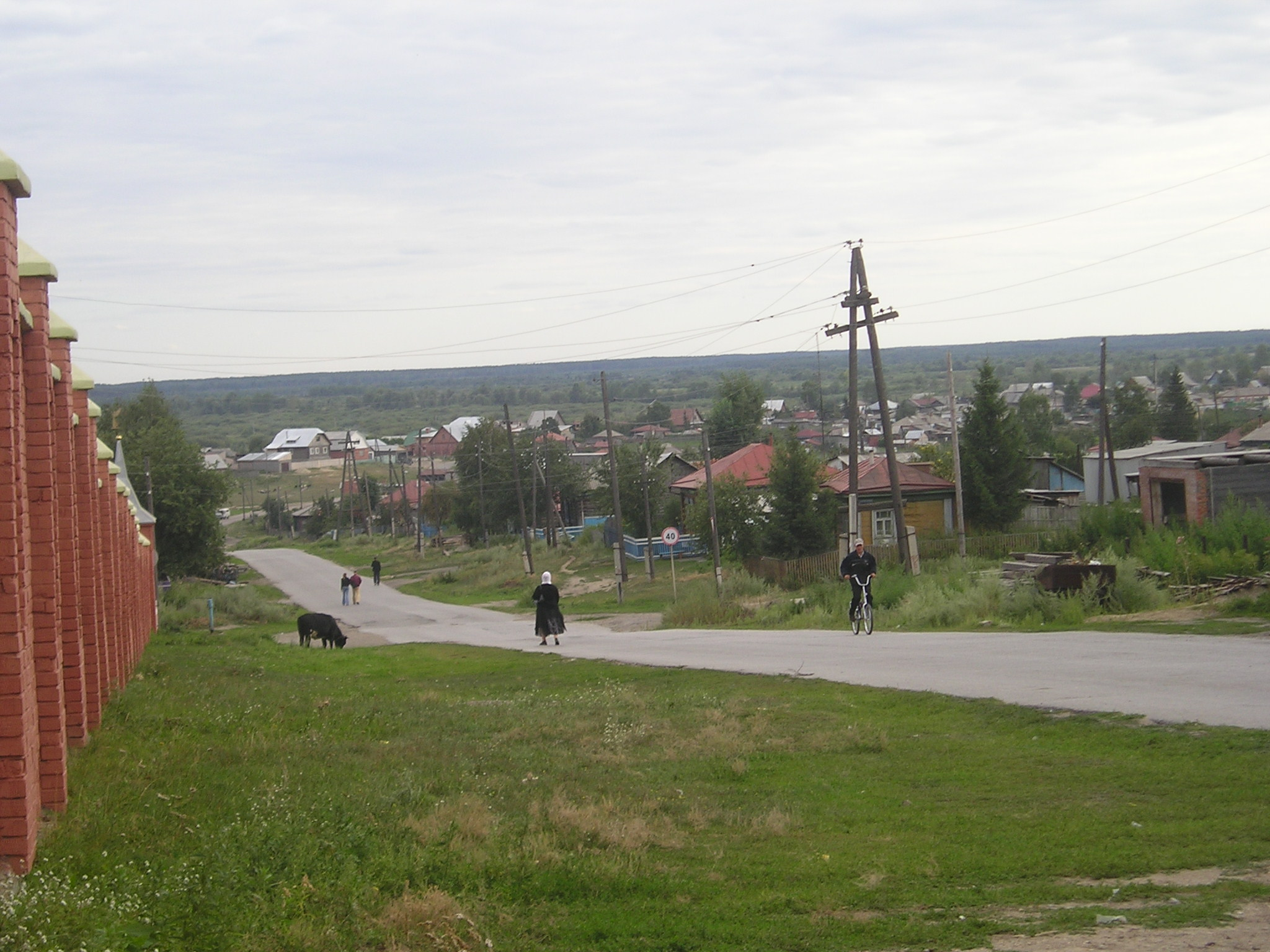
Koływań w 2005

W pobliżu leżą Góry Koływańskie, odznaczające się  bogactwem rudy srebra.
Rosyjska obecność w zachodniej Syberii datowana jest od XVIII wieku. W roku 1713 ustanowiony został na brzegu rzeki Czaus (ros. Чаус, dopływ Obu), sześć wiorst od jej ujścia, posterunek kozacki, nazwany Czauski Ostrog (Чаусский острог), obsadzony pierwotnie przez kilkudziesięciu Kozaków. Wkrótce jednak rubieże Imperium Rosyjskiego przesunęły się na południe i na wschód i w ciągu osiemnastego stulecia posterunek stracił swe znaczenie wojskowe, choć rosła liczba jego cywilnych mieszkańców – rolników, kupców i rzemieślników. W połowie wieku mieszkało tam około 350 osób. Przebiegał tamtędy trakt z Rosji na wschód, a w Czauskim Ostrogu funkcjonował plac targowy.
Pojawienie się Koływani w miejscu Czauskiego Ostroga datowane jest na rok 1796 lub 1797; wcześniej nazwę Koływań (jako ośrodka administracyjnego obwodu i guberni koływańskiej, zlikwidowanych pod koniec XVIII wieku) stosowano wobec innej miejscowości i kozackiego posterunku – Berdskiego Ostroga, niespełna 70 km na południe od współczesnej Koływani. W połowie XIX wieku podjęta została decyzja o wybudowaniu nowego miasta, około 8 kilometrów na południe od dotychczasowego Koływania/Czauskiego Ostroga. W tej nowej lokalizacji w 1859 roku Koływań liczyła 2760 mieszkańców w 258 domach. Pod koniec XIX wieku Koływań znalazła się administracyjnie w guberni tomskiej i w powiecie tomskim. Znana była z wielkich cesarskich zakładów szlifowania kamieni, a mianowicie porfiru, jaspisu, marmuru i in. W 1897 liczyła 11 703 mieszkańców.
Przez Koływań miała z początku przechodzić nitka Kolei Transyberyjskiej, jednakże zaniechano realizacji tegoż planu. W zamian poprowadzono ją w innym miejscu, gdzie później powstała osada Nowonikołajewsk (obecnie Nowosybirsk). W efekcie tego na początku XX wieku Koływań ostatecznie znalazła się administracyjnie w obwodzie nowosybirskim.